# Georges Bareau
Georges Bareau, nacido el 11 de abril de 1866 en Paimbœuf y fallecido el 4 de enero de 1931 en Nantes, fue un escultor francés. 
Nombrado caballero de la Legión de Honor.

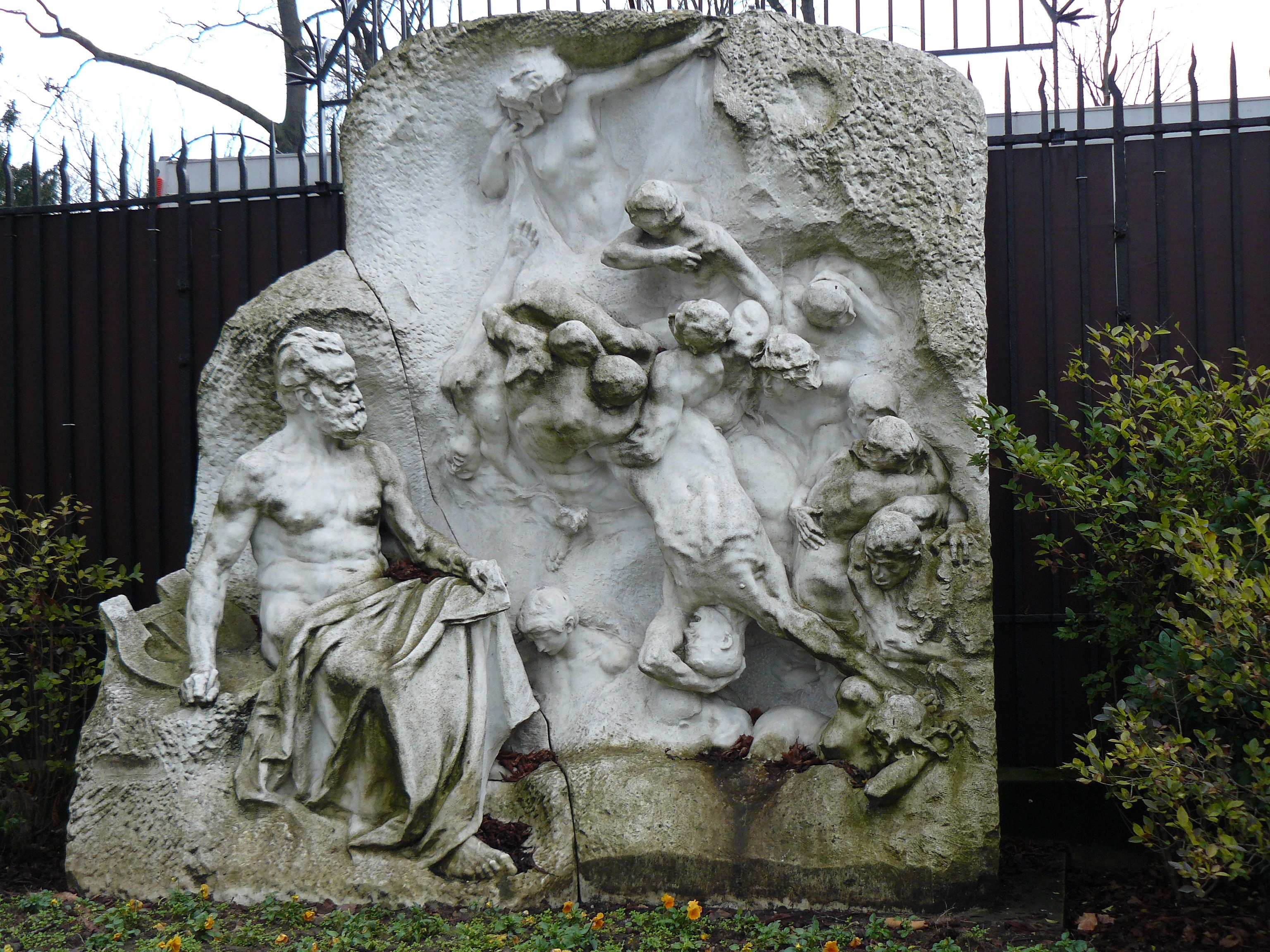
La Vision du poète en el jardín de Ranelagh (París).
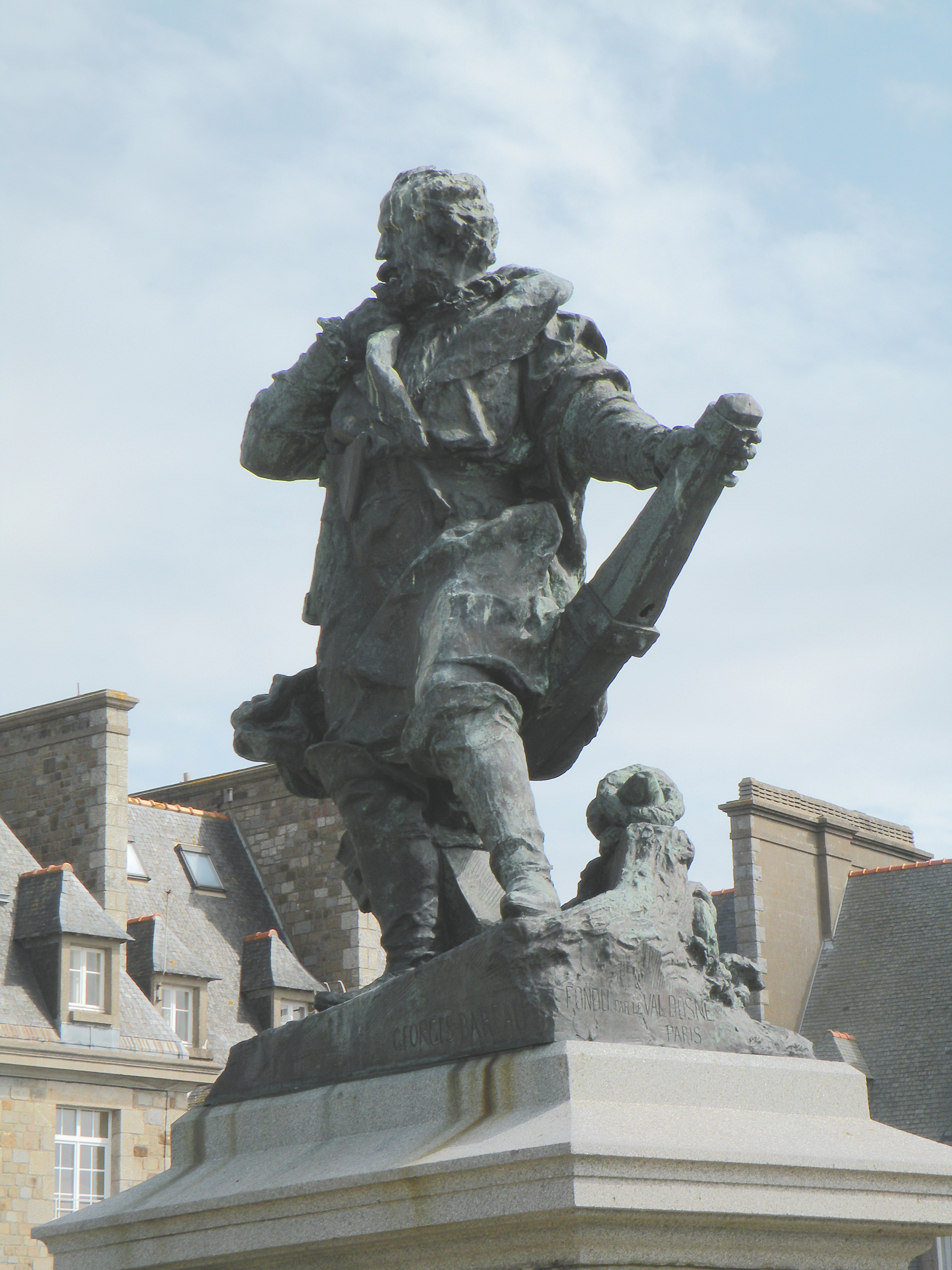
La estatua de Jacques Cartier.